# عبد الله بن الحسن القرطبي
أبو محمّد عبد الله بن الحسن بن أحمد الأنصاري المالِقي القُرطُبي يعرف أيضًا بـابن القُرطُبي (10 نوفمبر 1161 - 15 أغسطس 1214) (21 ذو القعدة 556 - 7 ربيع الآخر 611) عالم مسلم ولغوي وأديب عربي أندلسي من أهل القرن الثاني عشر الميلادي/ السادس الهجري. أصله من قرطبة، ولد ونشأ في مالقة. درس على علماء عصره وتصدّر للتّدريس قبل أن يجاوز العشرين. يعد من حفاظ الحديث وبرز أيضًا في علم القراءات، وهو من اللغويين الشعراء. خطب مدّةً بجامع مالقة. كتب عن بحور الشعر نظمًا وله عدة مؤلفات. توفي في مسقط رأسه. 

## سيرته
هو أبو محمد عبد الله بن الحسن بن أحمد بن يحيى بن عبد الله الأنصاري المالقي القرطبي. أصل أهله من قرطبة، وأبوه هو الذي انتقل منها إلى مالقة. ولد فيها يوم 21 ذو القعدة 556/ 10 نوفمبر 1161 ونشأ بها. درس على أبيه أولًا، ثم على شيوخ عصره، منه: أبو زيد السهيلي، والقاسم بن دحمان، وأبو عبد الله بن الفخار، وأبو إسحاق بن قرقول. ثم تصدّر للتّدريس قبل أن يجاوز العشرين.

تجول في الأندلس للقاء المشايخ، وزار إشبيلية فلقي أبا بكر بن الجد وأبا بكر بن صاف، وجعفر بن مضاء، كما زار غرناطة ومرسية ورحل إلى سبتة. خطب مدّةً بجامع مالقة. وكان له في جامع مالقة الأعظم، مجلسٌ عامٌ للحديث غير مجلس تدريسه.

توفي أبو محمد بن الحسن القرطبي يوم 7 ربيع الآخر 611/ 15 أغسطس 1214 في مسقط رأسه. 

## مهنته
كان ابن القرطبي صدرًا في المُقرئين في زمنه، وقد غلب عليه علم الحديث. وكان أديبًا ناثرًا وناظمًا. قال عنه عمر فروخ «وشعره صحيحٌ ولكنّه قليلُ الطَلاوة. غيرَ أنّ أهمَّ ما له في النظم أبياتٌ جَعَلها موازينَ للشعر نظمَها في بحور الشعر وأدخلَ في أول العَجُز من كلّ بيتٍ اسمَ البحر الذي نَظَم ذلك البيت عليه،كي يحفظ هذه الأبيات من لا يستطيعُ معرفةَ بحور الشعر من تِلقاء نفسِه، فيستعينَ بهذه الأبياتِ على الاستدلال على ما يُريد من بحور القصائد.»

من شعره، قال في التجنيس:

## مؤلفاته
- مجموعٌ في قِراءة نافع
- تلخيص أسانيد المُوطّأ
- مختصر في علم العَروض